# Aglaia basiphylla
Espèce
Synonymes
- Aglaia elegans Gillespie[1]
- Aglaia greenwoodii A.C.Sm.[1]
- Aglaia venusta A.C.Sm.[1]

Statut de conservation UICN

 VU A1c : Vulnérable
Aglaia basiphylla est une espèce de plantes de la famille des Meliaceae.

## Publication originale
- United States Exploring Expedition 1: 237. 1854.